# Astroides
Astroides is een monotypisch geslacht van koralen uit de familie van de Dendrophylliidae.

## Soort
- Astroides calycularis Pallas, 1766